# Gros-Morne (Québec)
Pour les articles homonymes, voir Gros Morne (homonymie).
Gros-Morne est un village de l'Est du Québec situé sur la rive nord de la péninsule gaspésienne entre L'Anse-Pleureuse et Manche-d'Épée. Le village fait partie de la municipalité de Saint-Maxime-du-Mont-Louis.
Le secteur comporte le plus grand parc éolien du Québec, lequel est propriété de la firme Innergex et d'une puissance théorique totale d'environ 211 MW.

## Toponymie
Le premier toponyme du village était Grand-Male (ou Gros-Male). Ce toponyme déplaisait aux habitants qui l'ont déformé en Gros-Môle. En 1904, le bureau de poste lors de son ouverture a pris le nom de Gros-Morne qui fut adopté par le village.

### Source en ligne
- Commission de toponymie du Québec